# Liste der Naturschutzgebiete im Vogtlandkreis
Im sächsischen Vogtlandkreis gibt es 41 Naturschutzgebiete.
| Name des Gebietes          | Bild           | Kennung | WDPA      | Landkreis / Stadt              | Beschreibung / Bemerkungen | Standort | Fläche in Hektar | Datum der Verordnung |
| -------------------------- | -------------- | ------- | --------- | ------------------------------ | -------------------------- | -------- | ---------------- | -------------------- |
| Am alten Floßgraben        | weitere Bilder | C 57    | 162138    | Vogtlandkreis                  |                            | Position | 92               | 1994                 |
| Am Scheidebach             |                | C 104   | 555690937 | Vogtlandkreis                  |                            | Position | 80,69            | 2018                 |
| An der Ullitz              |                | C 66    | 162220    | Vogtlandkreis                  |                            | Position | 89               | 1989                 |
| Brauhauspöhl               |                | C 41    | 162539    | Vogtlandkreis                  |                            | Position | 3,74             | 1996                 |
| Dreibächel                 | weitere Bilder | C 49    | 162796    | Vogtlandkreis                  |                            | Position | 14,72            | 1981                 |
| Dreiländereck              |                | C 74    | 162801    | Vogtlandkreis                  |                            | Position | 134,94           | 1992                 |
| Elsterhang bei Pirk        |                | C 39    | 162935    | Vogtlandkreis                  |                            | Position | 37,97            | 1961                 |
| Elsterhang bei Röttis      |                | C 36    | 162936    | Vogtlandkreis                  |                            | Position | 42,72            | 1990                 |
| Feilebach                  | weitere Bilder | C 70    | 163036    | Vogtlandkreis                  |                            | Position | 93               | 1993                 |
| Fuchspöhl                  |                | C 65    | 163165    | Vogtlandkreis                  |                            | Position | 46               | 1986                 |
| Goldberg                   |                | C 44    | 163272    | Vogtlandkreis                  |                            | Position | 21,5             | 1993                 |
| Gottesberg                 |                | C 43    | 163292    | Vogtlandkreis                  |                            | Position | 16,16            | 1961                 |
| Großer Kranichsee          | weitere Bilder | C 48    | 14531     | Erzgebirgskreis, Vogtlandkreis |                            | Position | 611              | 1961                 |
| Großer Weidenteich         | weitere Bilder | C 58    | 163366    | Vogtlandkreis                  |                            | Position | 334,92           | 1990                 |
| Grünheider Hochmoor        | weitere Bilder | C 17    | 163403    | Vogtlandkreis                  |                            | Position | 11,4             | 1994                 |
| Hasenreuth                 |                | C 68    | 163545    | Vogtlandkreis                  |                            | Position | 19               | 1994                 |
| Himmelreich                |                | C 67    | 163679    | Vogtlandkreis                  |                            | Position | 47               | 1967                 |
| Hirschberg                 |                | C 81    | 163697    | Vogtlandkreis                  |                            | Position | 32,3             | 1995                 |
| Hüttenbach                 |                | C 46    | 163836    | Vogtlandkreis                  |                            | Position | 42,9             | 1994                 |
| Jägersgrüner Hochmoor      |                | C 42    | 163935    | Vogtlandkreis                  |                            | Position | 13,2             | 1961                 |
| Landesgemeinde             |                | C 47    | 164333    | Vogtlandkreis                  |                            | Position | 8,68             | 1961                 |
| Muldenwiesen               | weitere Bilder | C 83    | 164729    | Vogtlandkreis                  |                            | Position | 94,39            | 1985                 |
| Pausaer Weide              |                | C 73    | 164980    | Vogtlandkreis                  |                            | Position | 32,8             | 1995                 |
| Pfarrwiese                 |                | C 69    | 164993    | Vogtlandkreis                  |                            | Position | 50               | 1991                 |
| Rauner- und Haarbachtal    | weitere Bilder | C 90    | 378345    | Vogtlandkreis                  |                            | Position | 260              | 1993                 |
| Sachsenwiese               |                | C 71    | 165281    | Vogtlandkreis                  |                            | Position | 56               | 1941                 |
| Sandgrubenteich            | weitere Bilder | C 75    | 165317    | Vogtlandkreis                  |                            | Position | 48,7             | 1994                 |
| Sohrwiesen                 |                | C 63    | 165591    | Vogtlandkreis                  |                            | Position | 12,4             | 1990                 |
| Steinberg                  |                | C 16    | 165678    | Vogtlandkreis                  |                            | Position | 52,61            | 1981                 |
| Steinicht                  | weitere Bilder | C 76    | 165721    | Vogtlandkreis                  |                            | Position | 73               | 1994                 |
| Steinwiesen                |                | C 61    | 165725    | Vogtlandkreis                  |                            | Position | 22,23            | 1986                 |
| Syrau-Kauschwitzer Heide   | weitere Bilder | C 88    | 319190    | Vogtlandkreis                  |                            | Position | 187              | 1999                 |
| Triebtal                   | weitere Bilder | C 35    | 14530     | Vogtlandkreis                  |                            | Position | 108,34           | 1938                 |
| Unteres Kemnitztal         |                | C 40    | 166021    | Vogtlandkreis                  |                            | Position | 27,16            | 1990                 |
| Unteres Zinsbachtal        |                | C 105   | 555690938 | Vogtlandkreis                  |                            | Position | 7,37             | 2018                 |
| Vogelfreistätte Burgteich  |                | C 37    | 166068    | Vogtlandkreis                  |                            | Position | 65,55            | 1985                 |
| Wartberg Thossen           |                | C 38    | 166176    | Vogtlandkreis                  |                            | Position | 18,1             | 1988                 |
| Waschteich Reuth           | weitere Bilder | C 03    | 166180    | Vogtlandkreis                  |                            | Position | 21,16            | 1995                 |
| Zauberwald                 |                | C 45    | 166391    | Vogtlandkreis                  |                            | Position | 15,2             | 1991                 |
| Zeidelweide und Pfaffenloh | weitere Bilder | C 56    | 166395    | Vogtlandkreis                  |                            | Position | 33               | 1967                 |
| Zwiebrandwiesen            |                | C 78    | 166431    | Vogtlandkreis                  |                            | Position | 7,2              | 1984                 |